# 天
天  est un sinogramme et un kanji. C'est un des plus anciens termes chinois pour le cosmos, et il représente un concept-clé des mythologie, philosophie et religion chinoises. Sous la dynastie Shang, le dieu Shang Di lui a été assimilé. Le culte céleste est resté le culte impérial officiel pendant tout l'Empire céleste.
Son caractère Unicode est 5929.

## Lecture
Tiān en est la transcription en hanyu pinyin. Il se lit, en japonais, テン (ten) en lecture on et あめ (ame) ou あま (ama) en lecture kun. Il fait partie des kyōiku kanji de 1re année.

## Significations
Le kanji 天 signifie « ciel » au sens figuré contrairement au kanji 空 (ciel « physique »).

## Usage
On retrouve ce kanji dans :
- exemple avec la lecture on : 天気 (テンキ), temps (météo)
- exemple avec la lecture kun : 天の川 (あまのがわ),  Voie lactée
- exemple avec la lecture on : 天王星 (テンノウセイ), Uranus (planète)

On retrouve ce sinogramme dans :
- Céleste Empire (天下, littéralement « Sous le ciel »)
- Tian'anmen (chinois simplifié : 天安門廣場 ; chinois traditionnel : 天安门广场 ; pinyin : Tiān'ānmén Guǎngchǎng).
- Akuma (Street Fighter) porte 天 dans le dos

## Crédits d'auteurs
- Cet article est partiellement ou en totalité issu de l'article intitulé « 天 (kanji) » (voir la liste des auteurs).

- Cet article est partiellement ou en totalité issu de l'article intitulé « 天 (sinogramme) » (voir la liste des auteurs).